# Openingszin
Een openingszin in de literaire betekenis is de eerste zin van een roman, novelle, kort verhaal of poëziewerk. Schrijvers en lezers hechten er waarde aan. Het incipit van een tekst bestaat uit de eerste woorden van de openingszin.
Stephen King, die er soms maanden of jaren bezig is, zegt over de openingszin:
Een openingszin moet de lezer uitnodigen aan het verhaal te beginnen. Hij moet zeggen: Luister. Kom erbij. Hier wil je meer van weten.

Er wetenschappelijk over doen is, alsof je probeert manestralen te vangen in een pot.— Stephen King
 Sommige openingszinnen zijn zo bekend, dat zij onderdeel worden van de algemene cultuur en zelfs afslijten tot cliché, bijvoorbeeld Een nieuwe lente en een nieuw geluid van Herman Gorter.
Bij een strikt chronologisch verteld verhaal heeft de openingszin vaak geen bijzondere betekenis en dient hij vooral als aanduiding van plaats, tijd en omstandigheden. Voorbeelden zijn genres zoals handelingen, kronieken en hagiografieën. Zo openen de Handelingen van de apostelen als volgt: In mijn eerste boek, Theofilus, heb ik de daden en het onderricht van Jezus beschreven, vanaf het begin tot aan de dag waarop hij in de hemel werd opgenomen.
Moderne literatuur valt vaker middenin een dramatische scène, om de lezer direct te grijpen en de verhaaltrant duidelijk te maken. James M. Cain begint De postbode belt altijd tweemaal quasi-terloops met: Het zal een uur of twaalf geweest zijn toen ze me van die hooiwagen afgooiden Daarmee wordt niet alleen het beeld geschetst van een ruig, zwervend bestaan, maar laat de auteur meteen zijn stem horen: geen bloemrijke taal, niet verleidelijk, maar snel, glad en dodelijk.
Een opvallend verschil is er tussen de oorspronkelijke uitgave van Robinson Crusoe en een twintigste-eeuwse herwerking tot Nederlands jeugdboek. Het origineel begint in kroniekstijl met de omstandigheden waarin de hoofdpersoon geboren is, de vertaling valt middenin een dispuut met de vader: ‘Maar ik wou graag reizen, de wereld bekijken, en op zee varen,’ antwoordde Robinson Crusoë. ‘Ja, ja,’ zeide zijn vader ongeduldig […].

## Verteltechniek
Sommige openingszinnen en -regels zijn zo kernachtig of welsprekend, dat zij gevleugeld zijn geworden. Beroemde, vaak geciteerde voorbeelden uit de Nederlandse literatuur zijn:
- Van dichten comt mi cleine bate - Beatrijs.
- Het hemelsche gerecht heeft zich ten langen leste | Erbarremt over my en myn benauwde veste | En arme burgery, en op myn volcx gebed | En dagelix geschrey de bange stad ontzet - Joost van den Vondel: Gijsbrecht van Aemstel.
- Ik ben makelaar in koffie, en woon op de Lauriergracht No. 37. - Multatuli: Max Havelaar.
- Een nieuwe lente en een nieuw geluid - Herman Gorter: Mei. Dit citaat is zo veel gebruikt, dat het wordt aangehaald als voorbeeld van een sprankelende stijlfiguur die tot cliché verworden is.[6][7]
- De geschiedenis van een vrouw. Hoe zij zocht de koele meren des Doods, waar verlossing is, en hoe zij die vond. - Frederik van Eeden: Van de koele meren des doods
- Mijn vrouw is dood en al begraven. - Marcellus Emants: Een nagelaten bekentenis.
- Behalve den man, die de Sarphatistraat de mooiste plek van Europa vond, heb ik nooit een wonderlijker kerel gekend dan den uitvreter. - Nescio: De uitvreter.
- Jongens waren we - maar aardige jongens. - Nescio: Titaantjes.
- Denkend aan Holland | zie ik breede rivieren | traag door oneindig | laagland gaan - Hendrik Marsman: Herinnering aan Holland. Dit is ook bekend onder het incipit Denkend aan Holland.
- Natuur is voor tevredenen of legen. - J.C. Bloem: De Dapperstraat.
- De Bree zijn denken was hoekig en nors. - F. Bordewijk: Bint.
- In het zwartst van de tijd, omtrent Kerstmis, werd op de Rotterdamse kraamzaal het kind Jacob Willem Katadreuffe met de sectio caesarea ter wereld geholpen. - F. Bordewijk: Karakter.
- Het was nog donker, toen in de vroege morgen van de twee en twintigste December 1946 in onze stad, op de eerste verdieping van het huis Schilderskade 66, de held van deze geschiedenis, Frits van Egters, ontwaakte. - Gerard Reve: De avonden.
- Een mens werkt, vrijt, slaapt, eet – en overal op aarde wordt inmiddels alchemie bedreven met de dertien letters van zijn naam. - Harry Mulisch: Het stenen bruidsbed.
- 'Het leven is vurrukkulluk', zei Panda. - Remco Campert, Het leven is vurrukkulluk.
- ... Dagenlang zwierf hij rond op zijn vlot, zonder drinken. - W.F. Hermans: De donkere kamer van Damokles.
- De portier is een invalide - W.F. Hermans: Nooit meer slapen.
- Op de dag dat Inni Wintrop zelfmoord pleegde stonden de aandelen Philips 149.60.- Cees Nooteboom: Rituelen.
- Een paar maanden nadat zijn ouders hadden besloten om oud te zijn en beiden tegelijk hun tanden hadden laten trekken zag de kroonprins het schilderij voor het eerst. - Frans Kellendonk: Bouwval.
- Ik was tien jaar en deed m'n jas niet meer uit. - Marieke Lucas Rijneveld: De avond is ongemak.
- Bijbelboeken:
  - In den beginne schiep God de Hemel en de aarde. Genesis.
  - In den beginne was het Woord, en het Woord was bij God, en het Woord was God. Evangelie volgens Johannes.

Het literair tijdschrift American Book Review heeft een lijst van 100 beste openingszinnen in de wereldliteratuur opgesteld.

## Verwante concepten
Verwant aan de openingszin is het incipit, dat uit beginwoorden van een literair werk bestaat en historisch gezien een praktisch doel heeft: het incipit dient om een ongetiteld werk aan te kunnen duiden.
Een schrijver kan ook met een motto, veelal een citaat, een indruk geven van wat de lezer te wachten staat. Zo laat Bordewijk de bekende openingszin van Karakter (zie onder) voorafgaan door een nog bekendere dichtregel van Samuel Coleridge: A sadder and a wiser man, – he rose the morrow morn. (Een droever en een wijzer man – is 's morgens opgestaan, vertaling W. Blok).
Verder kunnen ook titels, inleidingen, flapteksten en zelfs colofons functies van de beginzin overnemen. Een titel als De 100-jarige man die uit het raam klom en verdween, van Jonas Jonasson, spreekt voor zich en het colofon van de Statenvertaling is een kerkpolitiek manifest, dat de positie van deze vertaling in de samenleving duidelijk maakt: "Bijbel, of de gansche Heilige Schrift, bevattende al de kanonijke Boeken van het Oude en Nieuwe Testament, uit de oorspronkelijke Talen in onze Nederlandsche Taal getrouwelijk overgezet, op last van de Hoogmogende Heeren Staten Generaal der Vereenigde Nederlanden, en volgens het Besluit van de Synode Nationaal, gehouden te Dordrecht, in de jaren 1618 en 1619." Flapteksten kunnen overdreven en reclameachtig zijn, maar Simon Vestdijk wilde zelf de eerste indruk van zijn werk kunnen bepalen en schreef ze zelf.

## Gesprekstechniek
In de algemeen-sociale betekenis is de openingszin de eerste zin van een conversatie. Als openingszinnen in informele gesprekken worden gebruikt waarbij men de andere persoon (nog) niet kent, wordt dit in de commerciële wereld "koude acquisitie" genoemd.